# Influences de Harry Potter

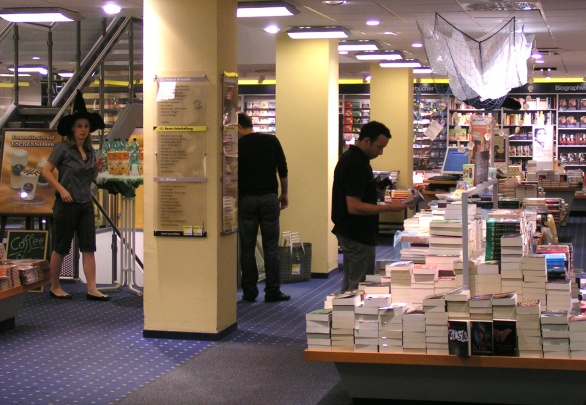

Cet article liste les œuvres et références qui ont eu, ou ont pu avoir, une influence sur la série de livres Harry Potter, écrite par la romancière britannique J. K. Rowling et publiée entre 1997 et 2007.
J. K. Rowling cite plusieurs auteurs classiques ou contemporains l'ayant influencée pour son œuvre, comme Shakespeare, Jane Austen, Elizabeth Goudge ou Jessica Mitford. Écrivains, journalistes et critiques ont également fait remarquer que les livres Harry Potter contenaient un certain nombre de similitudes avec d'autres romans tels que Les Hauts de Hurlevent ou Le Seigneur des anneaux ; l'auteure s'étant ouverte à un large éventail de la littérature, à la fois classique et moderne, qu'elle n'aurait pas officiellement cité dans ses références.
Cet article est divisé en trois sections :
- les influences : les œuvres et auteurs évoqués par J. K. Rowling comme ayant été une source d'inspiration probable ;
- les analogies : les œuvres non évoquées par Rowling mais que des spécialistes comparent à Harry Potter sur certains points ;
- les autres mentions : les œuvres et auteurs très appréciés par Rowling, mais qu'elle ne mentionne pas explicitement en tant qu'influence.

## Influences
J. K. Rowling mentionne un certain nombre de ses auteurs favoris l'ayant probablement influencée lors de l'écriture de Harry Potter.

### Grèce antique

#### Homère et l'Iliade

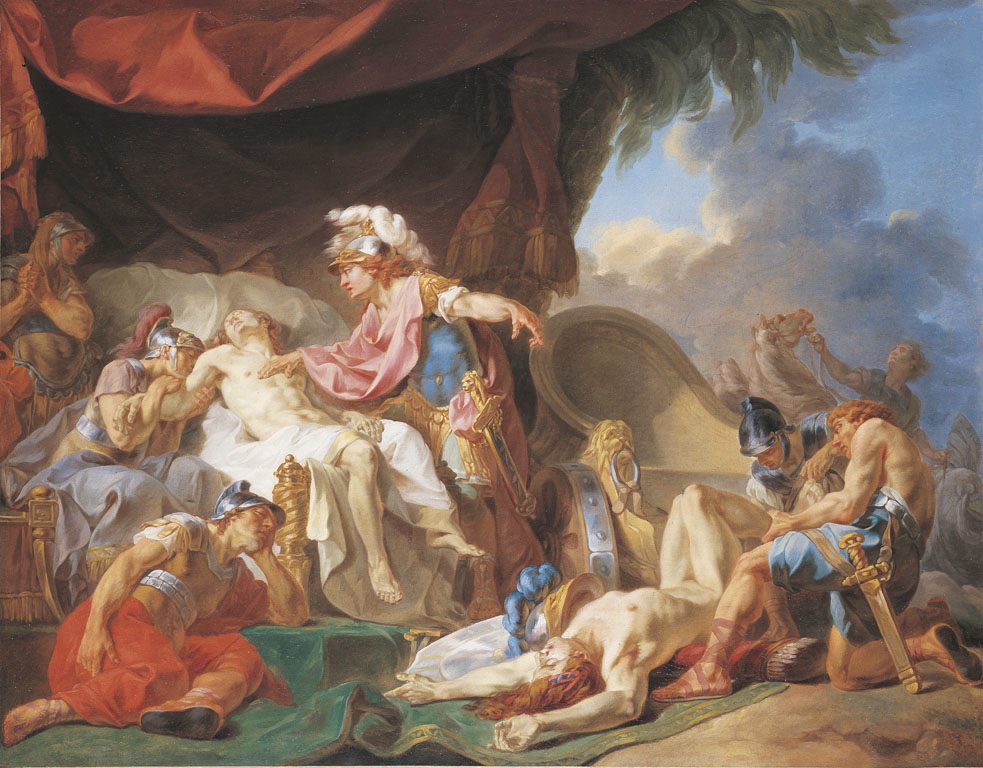
Achille déposant le corps d'Hector aux pieds de celui de Patrocle, par Joseph-Barthélemy Lebouteux, 1769.

Lorsqu'un journaliste a déclaré que le sauvetage désespéré de Cedric Diggory à la fin de Harry Potter et la Coupe de Feu rappelait l'Iliade et les actions de Hector, Achille et Patrocle, J. K. Rowling a confirmé, précisant qu'elle avait été très émue lors de la lecture de cette œuvre alors qu'elle était encore âgée de 19 ans. Elle ajoute y avoir repensé pour créer la scène où Harry emporte avec lui le corps de Cedric.

### Mythologie et folklore
Le livre Le Monde Antique de Harry Potter de Blandine Le Callet démontre que plusieurs apparitions dans l'œuvre de Rowling sont issues de la mythologie antique / gréco-romaine. Le basilic par exemple (du grec basiliskos), apparu dans le 2e tome de la saga, est un serpent géant capable de tuer son ennemi simplement en le regardant dans les yeux ou en lui injectant son venin. Dans des écrits de Pline l’Ancien, il serait capable de tuer aussi avec son aspect.
J. K. Rowling déclare avoir pris des libertés vis-à-vis du folklore et de la mythologie. Pour elle, le folklore britannique, tout en étant l'un des plus riches et variés au monde, conserve un côté « bâtard », étant le résultat de la fusion des nombreuses cultures apportées par les envahisseurs et occupants successifs de l'Angleterre. Ainsi, elle assure n'avoir aucun scrupule à emprunter librement les références de la mythologie britannique, à condition d'y ajouter des détails lui étant propres. Dans son univers se trouvent de nombreuses références à l'ensemble du bestiaire mythologique.

### Religion

#### La Bible
Un certain nombre de commentateurs ont attiré l'attention sur les thèmes et références bibliques présents dans le dernier tome, Harry Potter et les Reliques de la Mort. Dans un numéro de Newsweek d'août 2007, Lisa Miller fait remarquer que Harry meurt et revient à la vie pour « sauver l'humanité », tout comme le Christ. Elle souligne le titre du chapitre dans lequel l'évènement se produit - Kings Cross - une allusion possible à la croix du Christ. En outre, elle décrit la scène dans laquelle Harry est temporairement mort, faisant remarquer que le sorcier atterrit dans un endroit évoquant le paradis et discute avec Dumbledore, personnage assimilé à une figure paternelle « dont les pouvoirs surnaturels sont accompagnés d'un profond message d'amour ». En 2007, Jeffrey Weiss ajoute dans le Dallas Morning News que la citation biblique « Le dernier ennemi à être vaincu est la mort » figurant sur la pierre tombale des parents de Harry, se réfère à la résurrection du Christ. La citation sur le tombeau de famille de Dumbledore, « Là où est ton trésor, ton cœur y sera aussi », vient quant à elle de Matthieu et se base sur la connaissance des choses de la vie et de leurs vraies valeurs.
« Ce sont des livres très british », affirme J. K. Rowling lors d'une conférence Open Book en octobre 2007, « Harry trouve donc des citations bibliques dans les cimetières, mais je pense que ces deux citations en particulier, celles qui se trouvent sur les tombes de Godric's Hollow, illustrent parfaitement toute la série ».

#### Eschyle et William Penn
Le septième et dernier tome de la saga, Harry Potter et les Reliques de la Mort, débute avec une paire d'épigraphes. L'un provient du recueil d'épigrammes Fruits de la solitude (en) de William Penn, ancien membre de la Société religieuse des Amis, et l'autre des Choéphores, célèbre tragédie du dramaturge grec Eschyle. « J'ai vraiment apprécié de choisir ces deux citations, car l'une est païenne tandis que l'autre provient d'une tradition chrétienne », déclare J. K. Rowling. « J'ai su dès la publication de la Chambre des Secrets que ça serait ces deux là. J'ai toujours su que je pourrais les employer au début du septième tome, et j'ai vraiment attendu le dernier moment. Leur pertinence m'a aidé à écrire le livre, elles me parlaient réellement[réf. nécessaire] ».

### Contes et légendes

#### Geoffrey Chaucer et lesContes de Canterbury
Dans un webchat de juillet 2007 organisé par son éditeur Bloomsbury, J. K. Rowling déclare s'être inspirée d'une des histoires des Contes de Canterbury de Geoffrey Chaucer (The Pardoner’s Tale, ou Le Conte du vendeur d'indulgences en français) pour écrire l'histoire des Reliques de la Mort (le Conte des trois frères raconté par Hermione dans le septième tome).
Dans Le Conte du Vendeur d'indulgences, trois voleurs ont vent de rumeurs prétendant que s'ils se rendent au pied d'un chêne, ils y trouveront un moyen de vaincre la Mort. Mais une fois arrivés près de l'arbre, ils y découvrent à la place une grande quantité d'or. Cupides, ils en oublient la raison de leur présence et finissent par s’entre tuer. Dans le conte lu par le personnage d'Hermione dans Harry Potter et les Reliques de la Mort, trois frères tentent de déjouer la Mort mais meurent à la suite des dons qui leur ont été accordés (les trois reliques), à l'exception du frère le plus jeune qui a su utiliser son don à bon escient.

### Œuvres et auteurs classiques

#### Shakespeare etMacbeth

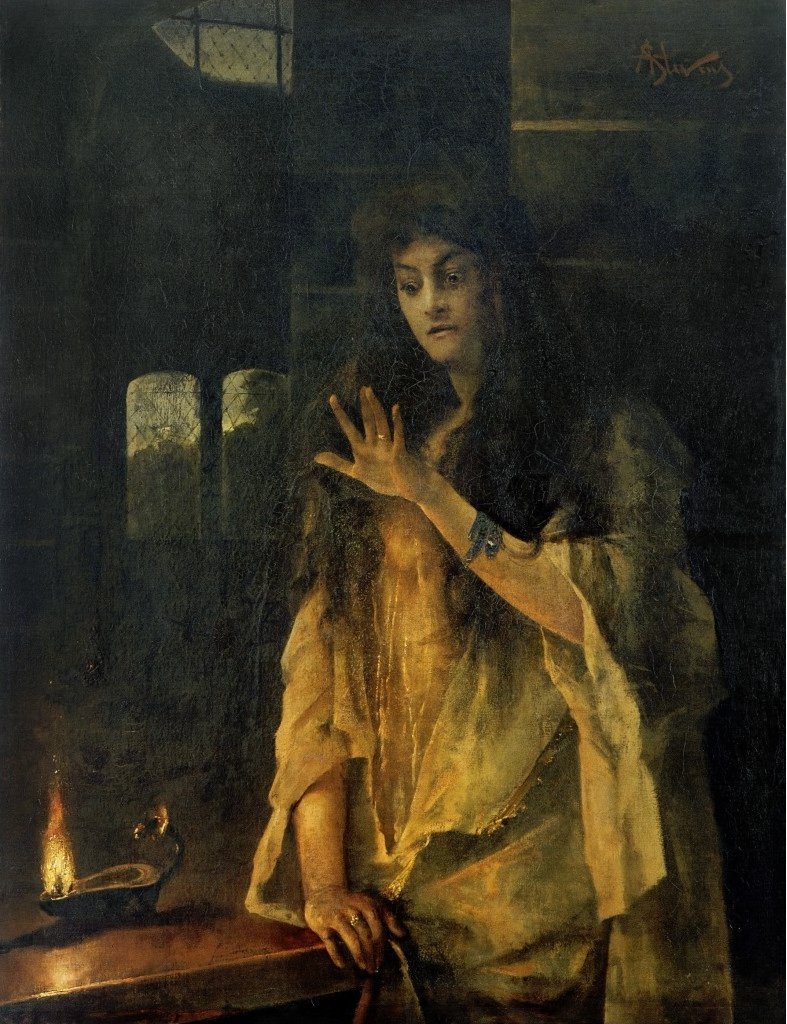
Lady Macbeth par Alfred Stevens.

Rowling a également cité Macbeth de Shakespeare comme l'ayant en partie influencée. Lors d'une interview avec les responsables des sites internet The Leaky Cauldron (en) et MuggleNet (en) qui lui avaient demandé ce qui se serait passé si Voldemort n'avait jamais entendu parler de la prophétie, elle a répondu : « C'est l'idée générale de Macbeth. J'adore cette pièce, c'est probablement ma préférée de Shakespeare. Et là est précisément la question, n'est-ce pas ? S'il n'avait pas rencontré les sorcières, aurait-il tué Duncan ? Est-ce que tout ceci se serait passé ? Était-ce le destin ou a-t-il décidé que cela se passerait ainsi ? Personnellement je crois bien qu'il l'a décidé ».
Sur son site internet, Rowling a de nouveau évoqué Macbeth en parlant de la prophétie : « Cette prédiction (comme celle des sorcières dans Macbeth, si quelqu'un a lu la pièce du même nom) devient le catalyseur d'une situation qui, n'aurait sans doute jamais eu lieu si elle n'avait pas été prononcée ».

### Œuvres et auteurs contemporains

#### Jane Austen etEmma

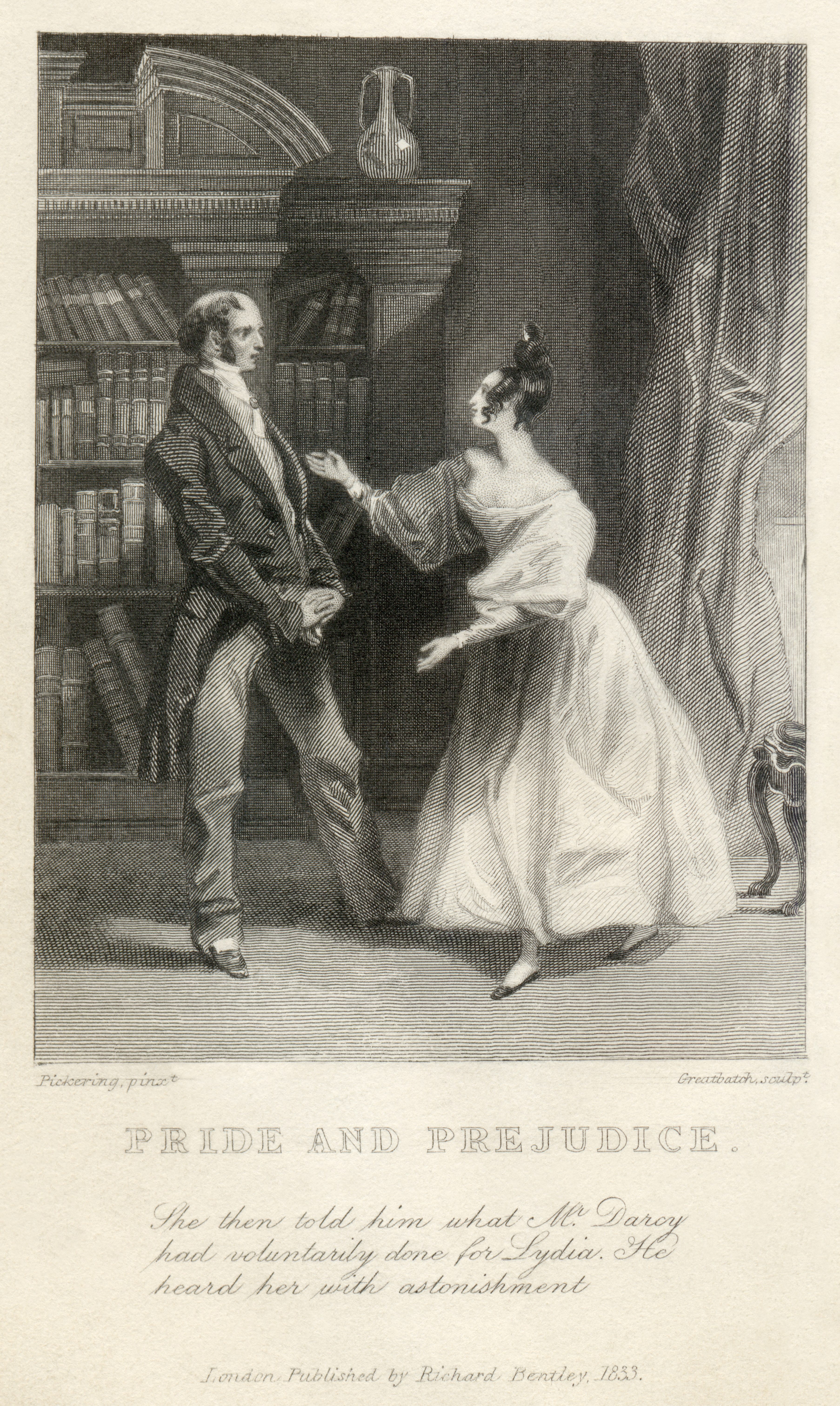
Fervente lectrice des romans de Jane Austen, Rowling cite cette dernière comme son auteure préférée et comme l'une de ses influences majeures.

Lors d'une entrevue accordée au Sunday Herald en 2000, J. K. Rowling évoque Jane Austen comme son auteur préférée et comme l'une de ces influences majeures : « J'ai lu et relu en boucle les romans de Jane Austen. Je pourrais citer un nombre incalculable de passages de chacun de ses livres, mais je me suis particulièrement arrêté sur Emma, qui est le mystère le plus habilement ficelé qu'il ne m'ait jamais été donné de lire. Il a le mérite d'avoir pour personnage principal une héroïne assez intrigante pour moi du fait qu'elle me ressemble à certains égards. J'ai dû le lire au moins vingt fois, toujours en me demandant comment j'avais pu manquer une information majeure qui sautait aux yeux depuis le départ. Mais je l'ai manquée, et je n'ai pas encore rencontré une personne qui ne soit pas dans le même cas ».
La série Harry Potter est connue pour ses nombreux rebondissements et l'auteure précise : « Je n'ai jamais créé de fin « surprise » dans un livre Harry Potter car je sais que je ne pourrais jamais le faire aussi bien qu'Austen l'a fait dans Emma ».
Rowling relève également l'analyse que fait Austen des comportements humains « de manière peu sentimentale et pourtant émouvante ».

#### Edith Nesbit etThe Story of the Treasure Seekers
L'auteur de Harry Potter a fréquemment mentionné dans ses interviews l'écrivaine anglaise Edith Nesbit, en louant notamment ses personnages d'enfant d'après elle très « vrais ». En 2000 elle a déclaré « Je crois m'identifier à Edith Nesbit plus qu'à aucun autre auteur de ma connaissance » et a décrit son livre The Story of the Treasure Seekers (en) comme « une pièce à conviction en faveur de l'interdiction de l'ensemble de la littérature pour enfants pour tous ceux qui sont incapables de se souvenir précisément de ce que l'on ressent durant cette période de la vie ».

#### Kenneth Grahame etLe Vent dans les saules
Lors d'une lecture publique devant des élèves à La Nouvelle-Orléans, J. K. Rowling explique que le premier livre qui l'a inspirée a été Le Vent dans les saules de Kenneth Grahame, un des classiques de la littérature pour enfant et l'un des principaux représentants de la fantasy animalière. Cette histoire lui avait été lue alors qu'elle été atteinte de la rougeole à l'âge de quatre ans.

#### Dorothy L. Sayers et les romans policiers

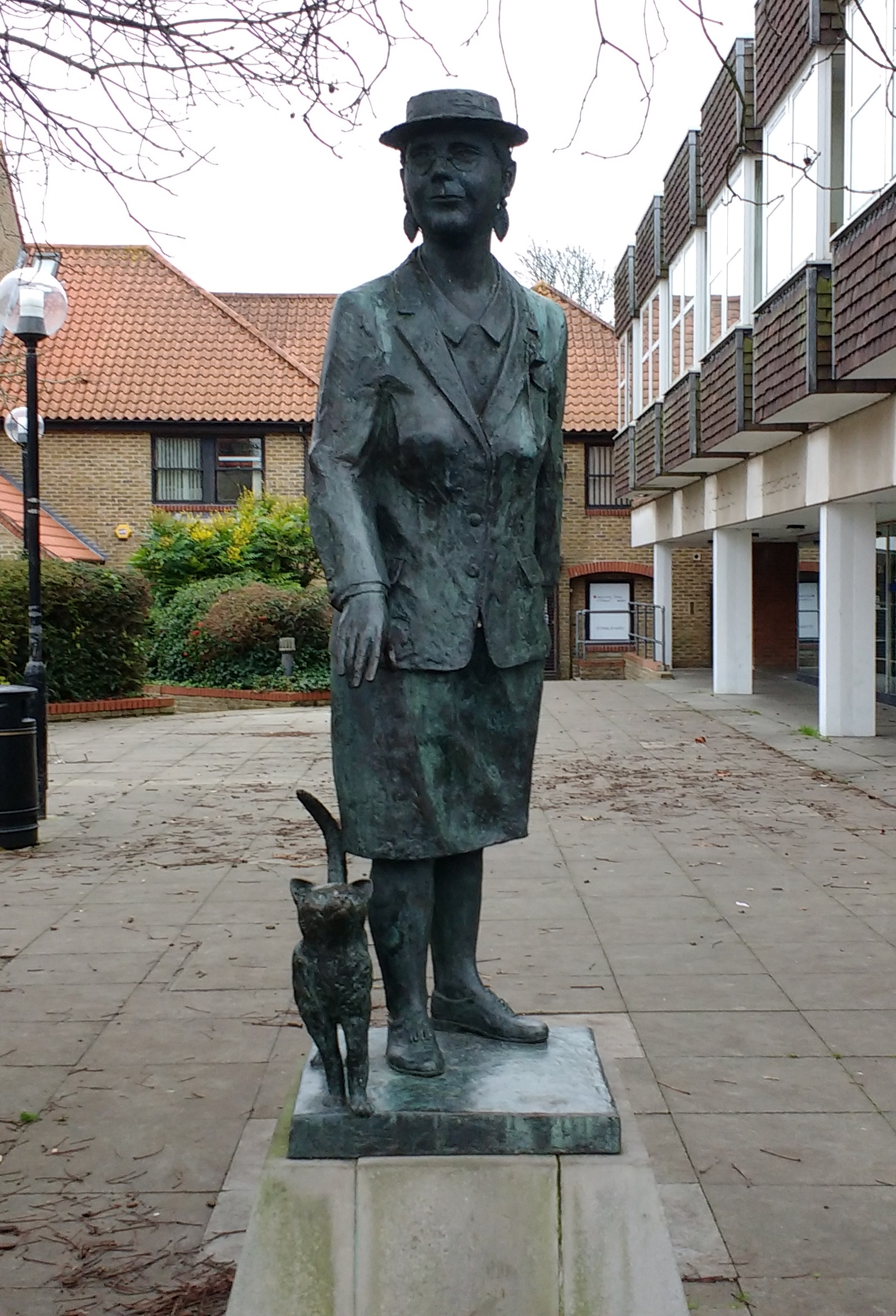
La romancière britannique Dorothy L. Sayers et sa manière d'aborder les romans policiers ont influencé l'écriture de Harry Potter.

Il est aussi arrivé à J. K. Rowling de citer le travail de la romancière britannique Dorothy L. Sayers comme une source d'inspiration pour la rédaction de ses livres. Elle a un jour ainsi affirmer : « Il existe une théorie - cela s'applique aux romans policiers, et ainsi à Harry Potter, qui n'en est pas vraiment un mais qui peut parfois y faire penser - qui dit qu'il ne devrait pas y avoir d'histoire romantique dans un roman policier. Dorothy L. Sayers, qui est une des doyennes de ce genre littéraire, rétorque quant à elle - et ce même si elle brise par cette occasion ses propres règles - qu'il est en effet impossible d'insérer une telle aventure dans un roman d'action, mis à part lorsque celle-ci sert à camoufler les intentions véritables de certains personnages. C'est vrai. C'est une ruse très utile. Je l'ai d'ailleurs moi-même utilisée dans mes livres sur Percy Weasley et avec un certain degré sur Nymphadora Tonks également, comme une diversion. Mais même en disant cela, je ne suis personnellement pas d'accord étant donné que mes romans sont très axés sur les personnages. Pour moi c'est donc important de les voir tomber amoureux, ce qui représente une étape indispensable de la vie ».

#### C. S. Lewis etLe Monde de Narnia
Lorsqu'elle était enfant, J. K. Rowling était fascinée par l'univers de Lewis et le mentionne à plusieurs reprises,. Dans le documentaire Harry Potter, A History of Magic (2017), elle fait par exemple référence au « monde d'entre les mondes » figurant dans Le Neveu du magicien (1er tome du Monde de Narnia) où des flaques d'eau dans une forêt mènent chacune à un monde différent lorsque l'on y plonge. Rowling précise qu'il s'agit d'un des passages « les plus beaux qu'elle ait jamais lu » et compare cette image à l'idée qu'elle se fait d'une bibliothèque.
En écrivant Harry Potter à l'école des sorciers, et tout en réfléchissant à un moyen de marquer une frontière entre le monde des Moldus et celui des Sorciers, il lui vient à l'esprit l'armoire magique de Narnia : « Je me suis surprise en train de penser à l'armoire de Narnia lorsque Harry doit se jeter sur la barrière de King's Cross entre les voies 9 et 10 :  elle se dissout et il se retrouve sur le quai 9 ¾, où l'attend le train pour Poudlard ».

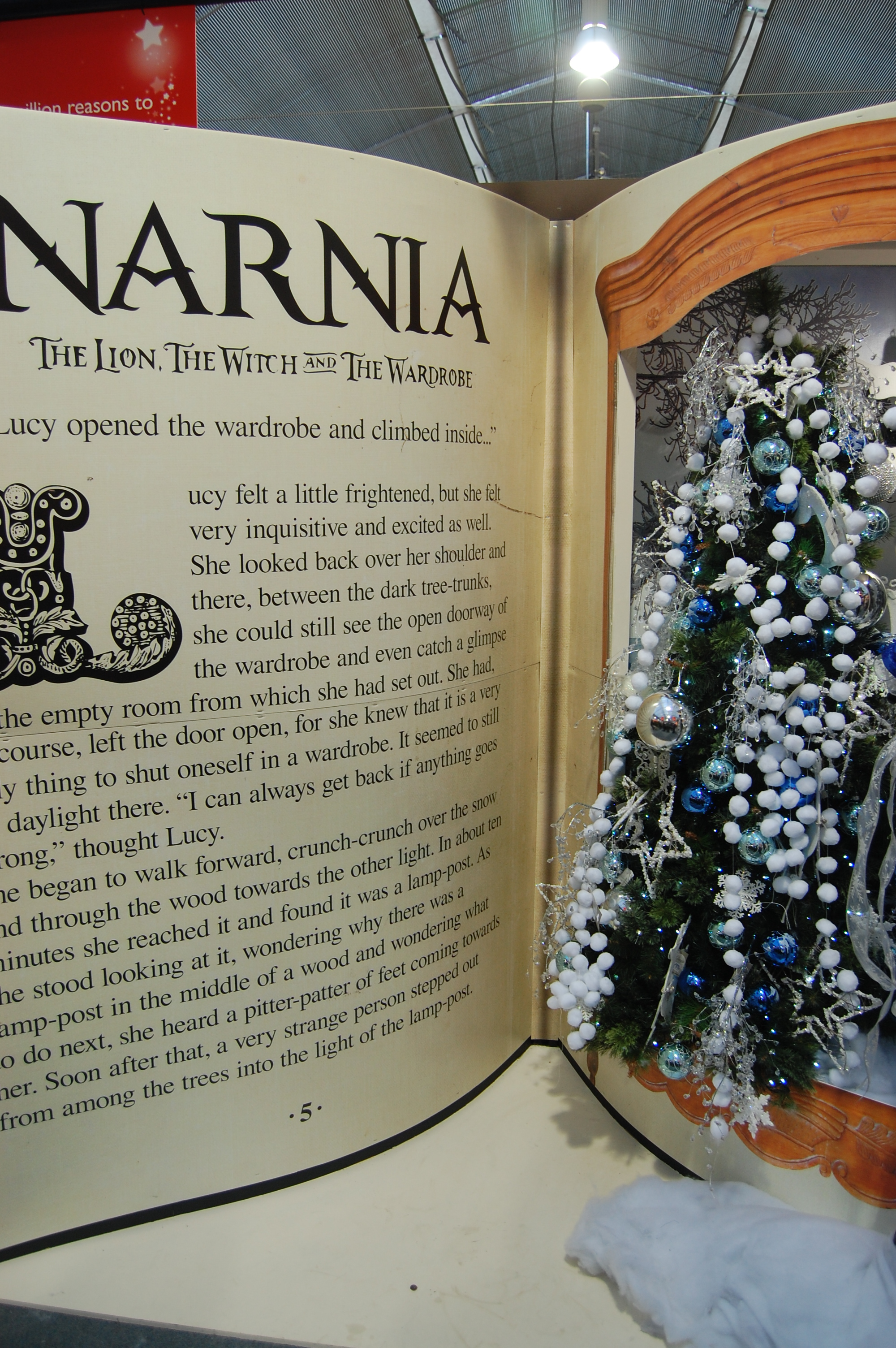
Rowling mentionne à plusieurs reprises Le Monde de Narnia et l'influence de Lewis.

L'auteure tient cependant à souligner les différences majeures entre leurs deux œuvres, et notamment la dimension moralisatrice présente dans Narnia : « Narnia est un monde complètement différent. Dans Harry Potter, vous êtes projetés dans un monde à l'intérieur d'un autre que vous ne pouvez percevoir que si vous en faites partie. L'humour de certaines scènes provient en grande partie de collisions entre la magie et les méthodes des Moldus. Généralement, il n'y a pas beaucoup d'humour dans les livres de Narnia, mais ça ne m'a pas empêché de les adorer enfant. J'étais tellement prise par l'histoire que je n'avais pas réalisé à l'époque à quel point Lewis était particulièrement moralisateur. Lorsque je les lis aujourd'hui, je trouve que leur message auparavant si subliminal ne l'est plus du tout ». Rowling reproche notamment à Lewis de rechercher à travers son œuvre à enseigner la philosophie de la vie, ce qui ne serait pas le cas pour Harry Potter.
Charles McGrath, du New-York Times, note aussi la similitude entre Dudley Dursley, fils odieux des tuteurs négligents de Harry, et Eustache Scrubb, l'enfant gâté qui tourmente les personnages principaux de Narnia jusqu'à ce qu'il soit converti par Aslan.

#### Elizabeth Goudge etLe Cheval d'argent
Dans une interview accordée à The Scotsman en 2002, Rowling cite Le Cheval d'argent d'Elizabeth Goudge comme ayant eu « peut-être plus que tout autre livre une influence directe sur les livres Harry Potter ». L'auteure a toujours inclus des détails sur ce que ses personnages mangeaient : « Je me souviens avoir aimé cela. Vous avez peut être remarqué que j'ai toujours décrit la liste des aliments que l'on pouvait déguster sur une table de Poudlard ».
J. K. Rowling précise par ailleurs que Goudge a été la seule auteure dont elle était consciente de l'influence sur Harry Potter.

#### T. H. White etL'Epée dans la Pierre
L'auteure de Harry Potter se serait également inspirée de T. H. White, un enseignant en grammaire à l'origine de la célèbre saga classique pour enfant La Quête du Roi Arthur (en), qui relate l'histoire d'Arthur roi d'Angleterre de son enfance à sa mort. Le livre le plus connu de cette saga est sans nul doute le premier tome intitulé L'Épée dans la pierre, qui a d'ailleurs été adapté en film d'animation par les studios Disney (Merlin l'enchanteur). Dans ce scénario un peu revisité, Arthur Wart (« moustique » en anglais) est un jeune orphelin débraillé qui rencontre le sorcier Merlin - possédant un hibou nommé Archimède et se montrant particulièrement distrait - et le suit dans son château afin de recevoir une éducation digne de ce nom.
D'après l'écrivain Phyllis Morris, « La similitude entre Dumbledore et Merlin ne s'arrête pas seulement à la protection du héros lorsqu'il se trouve en danger. Les deux personnages se ressemblent également sur le plan physique, notamment en ce qui concernent leurs longues barbes et leurs yeux bleus. Merlin était le mentor et guide du Roi Arthur tout comme l'a été Dumbledore pour Harry ». De plus J. K. Rowling décrit le personnage de Wart comme « l'ancêtre spirituel de Harry ».
Par ailleurs, L'Épée dans la pierre met en scène « l'un des duels les plus hallucinants de la littérature » entre Merlin et Madame Mim, où l'objectif est de se métamorphoser en un animal, un végétal ou un minéral capable de détruire l'adversaire à la suite de sa propre transformation. Lors de la première transformation, Madade Mim choisit de se métamorphoser en dragon et Merlin, au lieu de se transformer en foudre assez prévisible, provoque rapidement la confusion en choisissant de se transformer en souris des champs. Selon David Colbert, auteur du livre Les Mondes magiques de Harry Potter, ce duel pourrait s’apparenter à un duel d'Animagi.

#### Paul Gallico etManxmouse
Rowling affirme également être une grande fan de l'écrivain Paul Gallico et spécialement de sa nouvelle L'Étrange destin de la souris bleue (Manxmouse (en)). Elle a déclaré : « C'est un livre génial. Gallico gère si habilement la fine frontière entre magie et réalité que les événements les plus rocambolesques paraissent parfaitement plausibles ».

#### Jessica Mitford

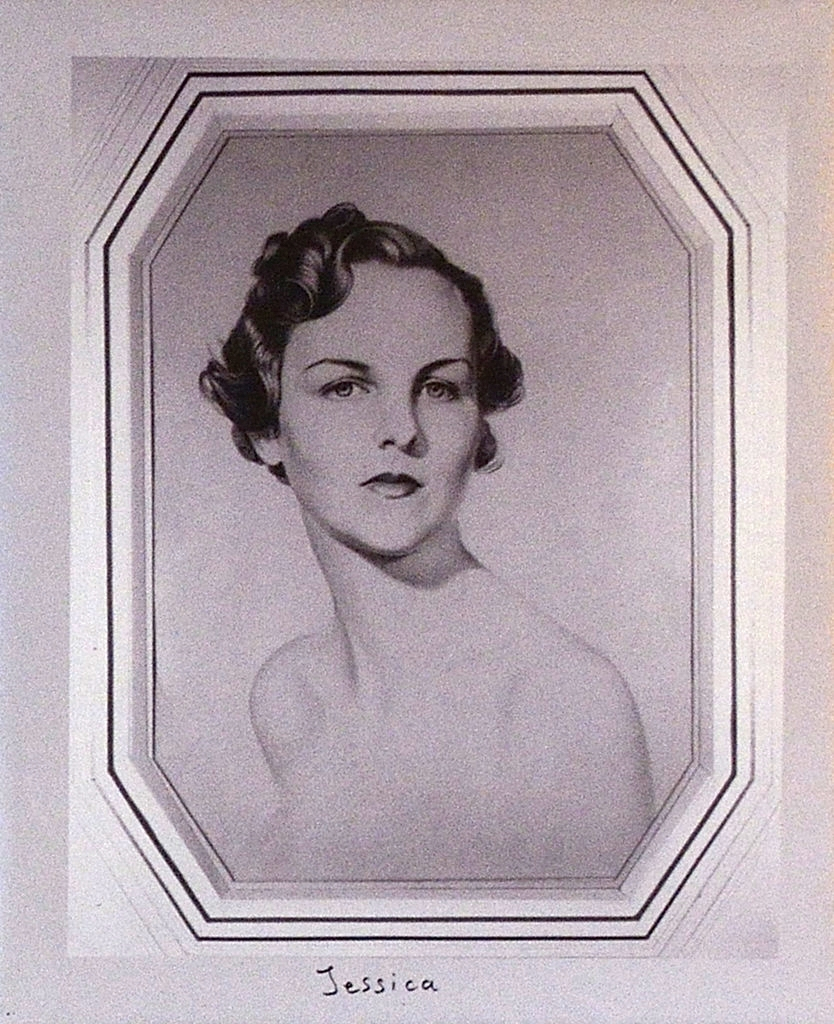
La politicienne Jessica Mitford (ici en 1937) est devenue un modèle pour Rowling dès l'âge de quatorze ans.

Dans une interview du Scotsman, Rowling a décrit la militante de droits civiques Jessica Mitford comme « l'écrivain qui (l')a le plus influencée ». Elle a expliqué : « J'aime le fait qu'elle ne se soit jamais départie de la vision des choses qu'elle avait durant son adolescence, demeurant fidèle à ses convictions politiques - elle était une socialiste autodidacte - toute sa vie ». Dans une critique de Decca : The Letters of Jessica Mitford, elle est allée encore plus loin en annonçant : « Jessica Mitford est devenue mon héroïne lorsque j'avais encore quatorze ans. À cette époque j'ai entendu ma formidable grand-tante expliquer comment Mitford avait fugué à l'âge de dix-neuf ans pour se battre contre les Rouges durant la guerre civile espagnole et la décrire comme « incurable et instinctivement rebelle, courageuse, aventureuse, drôle et irrévérencieuse », comme une fille « qui n'apprécie rien de mieux qu'un bon combat, de préférence contre un adversaire hypocrite et maniéré » ».

## Analogies
Beaucoup d'auteurs ont été comparés à J. K. Rowling par les médias. Parmi eux, plusieurs ont été mentionnés par la romancière elle-même, mais certaines de ces comparaisons proviennent directement de sites Internet, de journalistes, de critiques ou d'autres écrivains. Elles sont ici listées dans l'ordre de publication.

### Le Voyage du pèlerin

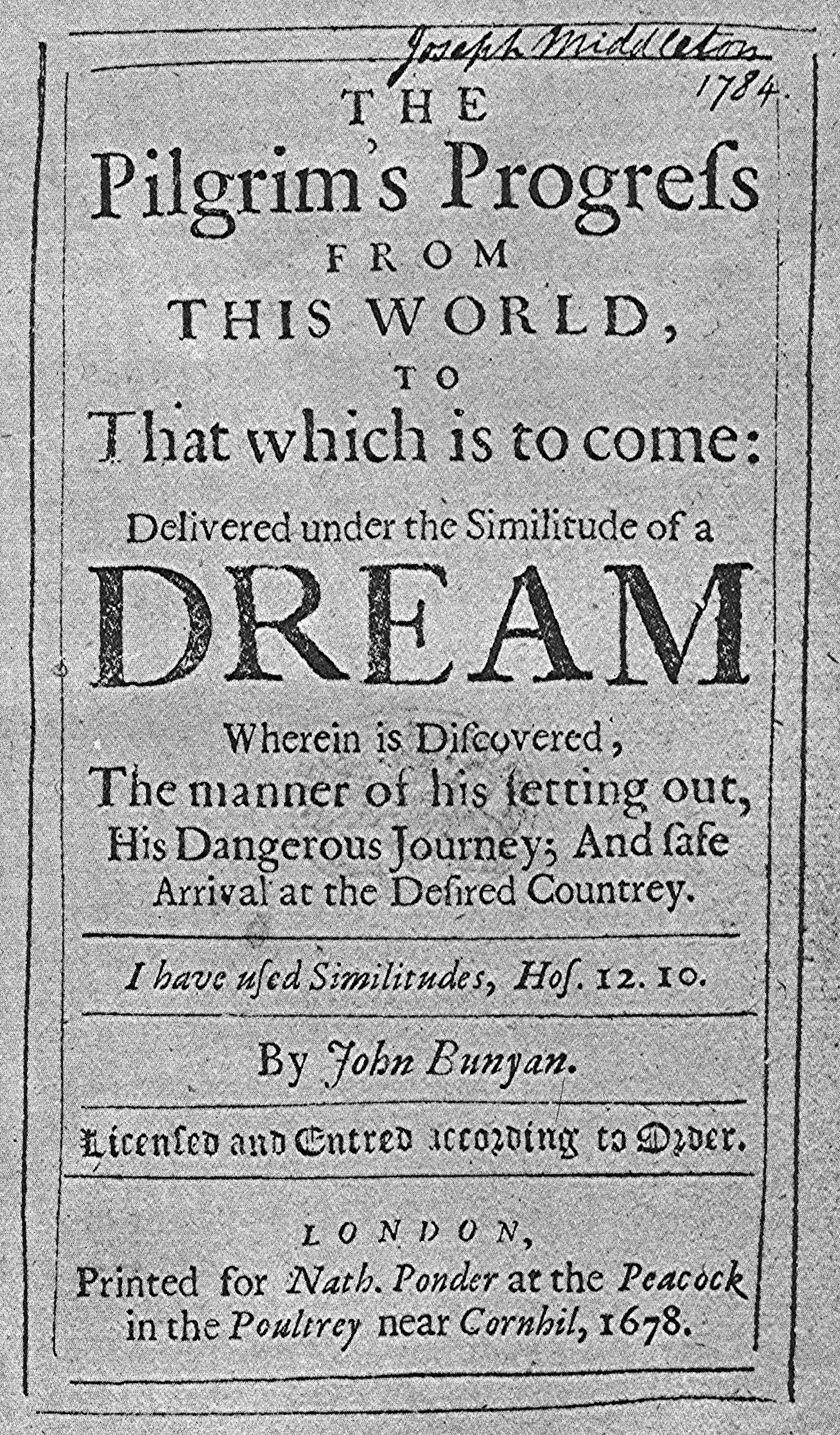
L'écrivain John Granger fait un rapprochement entre Harry Potter et la Chambre des secrets et Le Voyage du pèlerin de John Bunyan.

Pour l'écrivain américain John Granger (en), Harry Potter et la Chambre des secrets est une sorte de moralité et ressemble à d'autres romans du même genre tel Le Voyage du pèlerin de John Bunyan. Il décrit le moment où Harry descend dans la Chambre des secrets pour secourir Ginny Weasley comme « l'allégorie chrétienne du Salut la plus évidente depuis Le Lion, la Sorcière blanche et l'Armoire magique de C. S. Lewis. En n'utilisant que des symboles traditionnels, de l'appellation « Ancien des Jours » se rapportant à Dieu, au serpent satanique en passant par le phénix ou « oiseau de résurrection » semblable au Christ, l'histoire nous transporte de la chute à la vie éternelle sans un seul accroc ».

### Les Hauts de Hurlevent
En 2006, J. K. Rowling a mentionné le roman d'Emily Brontë Les Hauts de Hurlevent au sommet de sa liste des dix meilleurs livres que tout enfant devrait lire. Dans son essai To Sir with Love tiré de Mapping the World of Harry Potter, Joyce Millman (en) suggère que le personnage de Severus Rogue, l'ambigu professeur de potions de Harry Potter, serait dessiné selon le modèle du héros byronien, tout comme l'est Heathcliff dans Les Hauts de Hurlevent. Il insinue également que le chapitre deux de Harry Potter et le Prince de sang-mêlé évoque le début du roman d'Emily Brontë, notamment lorsque Heathcliff est froidement présenté et qu'il demande à son domestique Joseph d'apporter du vin pour lui et Lockwood. Rogue ordonne exactement la même chose à son serviteur Pettigrow, et est décrit dans ce passage de façon similaire à Heathcliff.

### Tom Brown's School Days
La saga Harry Potter se déroule principalement à Poudlard, c'est-à-dire dans un contexte d'internat scolaire. Elle suit de cette façon la tradition de plus en plus fréquente dans la littérature anglaise pour enfant qui veut que les récits aient lieu dans un tel environnement. Ce genre d'histoires est apparu pour la première fois durant l'ère victorienne, avec notamment le roman de Thomas Hughes intitulé Tom Brown's School Days. Dans ce livre, le récit se fixe en effet sur une situation basique qui a depuis été imitée à de nombreuses reprises, comme dans la série de livres Bennett d'Anthony Buckeridge datant des années 1950.
Tom Brown's School Days et Harry Potter mettent tous les deux en scène un jeune garçon d'environ onze ans meilleur en sport que dans les matières intellectuelles, et qui est envoyé en internat. Lors de son arrivée il se lie d'amitié avec un autre garçon de son âge (East pour Tom, et Ron pour Harry) qui deviendra son meilleur ami en l'aidant à s'adapter à son nouvel environnement. Peu après l'apparition d'un personnage voyou et arrogant provoque les premiers problèmes qu'il va devoir confronter (Flashman pour Tom, Drago pour Harry). Stephen Fry, narrateur de la version audio anglaise des romans de la saga Harry Potter, avait également joué dans le passé dans l'adaptation télévisée de Tom Brown's School Days, et a relevé les similitudes entre les deux histoires. Il note que « Harry Potter est un garçon qui arrive dans une étrange école et entre pour la première fois de sa vie en pension. Il se fait de bons et solides amis, mais aussi des ennemis qui cherchent à l'intimider en usant de tactiques injustes. Ainsi au début il est difficile de savoir s'il va devenir bon ou mauvais. Du courage, des efforts, de la loyauté, un bon fond et de la bravoure sont des choses qu'il cherche à acquérir, et c'est exactement l'histoire de Tom Brown's School Days ».

### Kaytek the Wizard
Kaytek the Wizard (en), roman écrit par Janusz Korczak en 1935, raconte l'histoire d'un jeune garçon nommé Kaytek qui entre en possession de pouvoirs magiques. Mais selon de nombreuses critiques, Kaytek a un chemin plus difficile encore à parcourir que celui de Harry Potter. En effet, à aucun moment il ne dispose d'une école de magie comme Poudlard afin de recevoir un enseignement digne de ce nom, et il est donc forcé de perfectionner son art et de découvrir ses limites par lui-même. Dans plusieurs des romans de Korczak, la fin heureuse n'est pas la conclusion du récit, et l'enfant-héros doit apprendre à connaître les limites de son pouvoir ainsi que les conséquences qui l'attendent s'il en abuse.
D'après Kinga Dunin, sociologue et écrivaine polonaise, Kaytek the Wizard surpasse d'un point de vue pédagogique Harry Potter. Selon elle, les expériences rencontrées par Kaytek sont plus enrichissantes que celles de Harry et lui permettent davantage de gagner en maturité. En outre elle affirme que l'univers du roman de Korczak est plus réaliste et moins « noir et blanc ». Dunin note également le caractère démodé de Harry Potter en ce qui concerne les problèmes de genre et de race. Pour la traductrice anglophone de Kaytek the Wizard, Antonia Lloyd-Jones, le monde de Harry Potter « ne partage pas la douloureuse réalité de l'existence de Kaytek ». Selon elle, Korczak souhaitait, davantage que Rowling, aider les enfants en difficulté à trouver des moyens de s'exprimer et de surmonter leurs problèmes.

### Le Seigneur des anneaux
Les fans de l'auteur J. R. R. Tolkien ont remarqué certaines ressemblances entre son roman Le Seigneur des anneaux et la saga Harry Potter. Celles-ci transparaissent particulièrement lorsqu'on observe les personnages propres aux deux écrivains : le Gríma de Tolkien (Wormtongue dans la version originale) et le Peter Pettigrow de Rowling (Wormtail dans la version originale), Arachne (Shelob en VO) et Aragog, Gandalf et Dumbledore, les Nazgûl et les Détraqueurs, le Vieil Homme-Saule et le Saule cogneur ; il en va de même pour les antagonistes, Sauron pour Tolkien et Voldemort pour Rowling, tous les deux surnommés « Seigneur des Ténèbres » (Dark Lord en version originale).
Au-delà de la question des personnages, il est à noter que le fonctionnement de l'Anneau se retrouve dans la Cape d'Invisibilité, d'une part, donnée par le vieux sage à barbe blanche qui meurt, puis réapparaît dans le livre suivant, mais se retrouve aussi dans le fonctionnement des Horcruxes, où vit une part de l'âme du méchant, et on peut remarquer que le médaillon, dans le dernier tome de la saga, parle à Harry exactement comme l'anneau parle à Frodon. Le diadème de Serdaigle est détruit de la même façon que l'Anneau.

### Amandine Malabul
De nombreux critiques ont noté que la série Amandine Malabul (The Worst Witch en anglais) de Jill Murphy (en) (publiée pour la première fois en 1974 par Allison & Busby) se déroule dans une école de sorcellerie qui rappelle Poudlard,,. L'histoire concerne une élève maladroite dans un pensionnat pour sorcières, qui doit faire face à une élève rivale. Ses professeurs incluent une directrice âgée et très aimable, et une professeure de potions intimidante aux cheveux noirs. Murphy a par ailleurs commenté sa frustration devant les comparaisons constantes entre son travail et Harry Potter,.
La série de Murphy a connu plusieurs adaptations télévisées. La dernière en date, Amandine Malabul, sorcière maladroite (2017) se rapproche de Harry Potter par de nombreux détails.

## Autres mentions
En 1999, alors que J. K. Rowling était en tournée aux États-Unis, un libraire lui a remis une copie du premier roman de Dodie Smith, Le Château de Cassandra, affirmant qu'elle allait l'adorer. Et effectivement, le livre est devenu un de ses préférés. L'auteure des Harry Potter déclare aujourd'hui : « C'est la voix du narrateur, ici une jeune fille de dix-sept ans nommée Cassandra Mortmain, qui transforme une vieille intrigue en véritable chef-d'œuvre », avant d'ajouter « Cassandra (est) un des personnages les plus charismatiques que j'aie jamais rencontrés ».
Toujours en 1999, elle avoue dans une interview être une grande fan de Grimble (en), écrit par Clement Freud. Elle révèle : « Grimble est un des livres les plus drôles que j'ai jamais lu, et Grimble lui-même, qui n'est pourtant qu'un petit garçon, est un personnage fabuleux. J'adorerais voir un film tiré de ce roman ».
J. K. Rowling a également témoigné son admiration pour la romancière française Colette, et apprécie particulièrement son roman Chéri : « Je ne pourrais jamais écrire comme Colette. Je n'ai jamais rien trouvé de comparable à ses passages descriptifs, jamais. Elle était un écrivain très sensuel, et bien en avance sur son temps. Chéri est une histoire d'amour entre un jeune homme gâté et [une courtisane]. Lui est égocentrique et vicieux, et elle s'avère finalement très noble. La scène finale est incroyablement émouvante et me fait pleurer. Je m'incline devant Colette, mais je crois que si elle pouvait m'entendre, elle me dirait probablement où me perdre, parce qu'elle était ce genre de femme ».

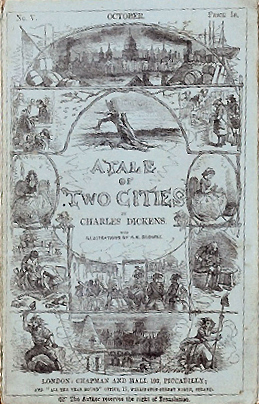
Le Conte de deux cités de Charles Dickens.

La mort du personnage de Charles Darnay dans Le Conte de deux cités de Charles Dickens ainsi que les dernières lignes du roman auraient visiblement eu sur elle un impact marquant : « C'est quelque chose de mieux, de tellement mieux que ce que je fais et que ce que je ne ferais jamais. C'est plus reposant que tout ce que j'ai déjà connu ».
En 2000, lors d'une interview pour BBC Radio 4, la romancière britannique a révélé l'amour profond qu'elle ressentait envers Lolita, le livre très controversé de Vladimir Nabokov, en disant : « Il n'y a juste pas assez de mots pour expliquer comment une intrigue qui aurait pu être une des pornographies les plus affreuses est devenu, dans les mains de Nabokov, une grande et tragique histoire d'amour. Je pourrais vider ma réserve de superlatifs en essayant de décrire la qualité d'écriture dont il fait preuve dans son œuvre ».
Dans le cadre d'une autre interview, cette fois du magazine O, The Oprah Magazine, Rowling a décrit l'auteur irlandais Roddy Doyle comme son écrivain vivant favori : « J'aime tous ces livres. Il m'arrive souvent de parler de lui et de Jane Austen de la même façon. Je pense que ça rend les gens perplexe parce que ce sont deux écrivains très différents. Mais ils ont tous deux une approche très neutre de la nature humaine. Ils peuvent très bien aborder le sujet sans pour autant devenir mièvres ».
Entre 2004 et 2012, beaucoup des auteurs favoris de J. K. Rowling décoraient la bibliothèque de la rubrique « liens » de son ancien site web personnel (rubrique accessible en cliquant sur la paire de lunettes). Cette section était conçue de manière à rappeler une bibliothèque, et comportait de nombreuses œuvres dont certaines citées plus haut : Le Château de Cassandra, Le Petit Cheval Blanc, Manxmouse, mais aussi Orgueil et Préjugés, Raison et Sentiments et Emma de Jane Austen, un recueil de conte de fées de Edith Nesbit, Les Commitments et The Van de Roddy Doyle, deux livres de Dorothy L. Sayers ainsi qu'un autre de Katherine Mansfield.
En janvier 2006, la Royal Society of Literature a demandé à Rowling de sélectionner les dix meilleurs livres que tout enfant devrait selon elle lire. Dans sa liste on peut retrouver Les Hauts de Hurlevent d'Emily Brontë, Charlie et la Chocolaterie de Roald Dahl, Robinson Crusoé de Daniel Defoe, David Copperfield de Charles Dickens, Hamlet de Shakespeare, Ne tirez pas sur l'oiseau moqueur d'Harper Lee, La Ferme des animaux de George Orwell, Deux Vilaines Souris de Beatrix Potter, L'Attrape-cœurs de J. D. Salinger et Catch 22 de Joseph Heller.